# شیب باد

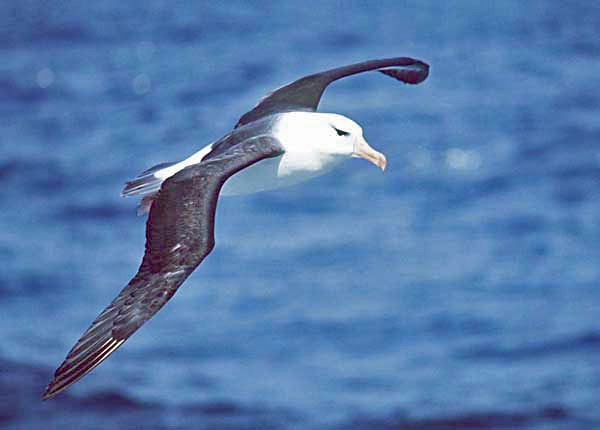
این آلباتروس متخصص در اوج‌گیری پویا با استفاده از شیب باد است.

در استفاده متداول، شیب باد (به انگلیسی: Wind gradient)، به‌طور خاص شیب سرعت باد یا گرادیان سرعت باد، یا باد برشی، جزء عمودی گرادیان میانگین سرعت افقی باد در اتمسفر پایین است. نرخ افزایش قدرت باد با افزایش واحد در ارتفاع از سطح زمین است. در واحدهای متریک، اغلب با واحد سرعت متر بر ثانیه، در هر کیلومتر ارتفاع اندازه‌گیری می‌شود (m/s/km)، که به واحد استاندارد نرخ برش، معکوس ثانیه کاهش می‌یابد (s −1).